# Su-30
Su-30 (kod NATO –  Flanker-C) – rosyjski wielozadaniowy samolot bojowy opracowany przez biuro konstrukcyjne Suchoj, jeszcze w Związku Radzieckim na bazie dwumiejscowego samolotu treningowego z rodziny Su-27.

## Historia

### Su-27PU (Su-30)

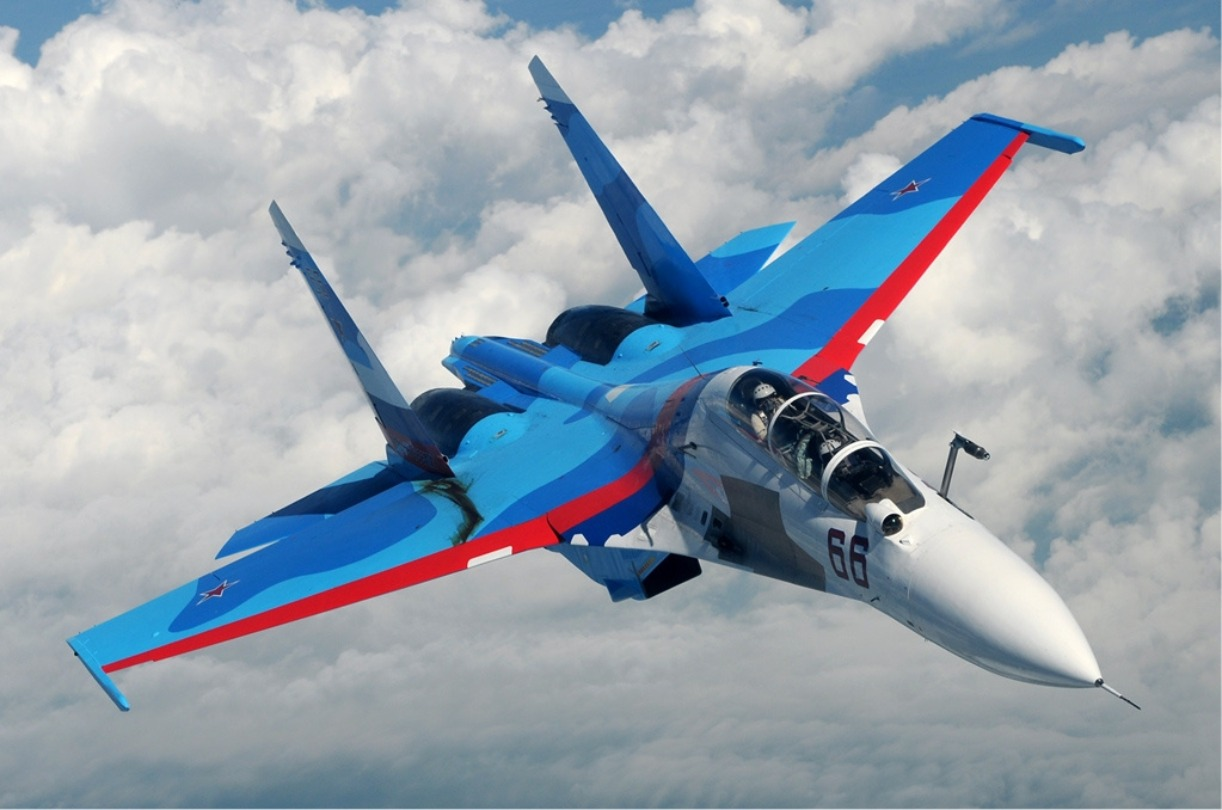
Su-30 w locie

Su-30 to dwumiejscowy ciężki myśliwiec przewagi powietrznej, zaprojektowany u schyłku Związku Radzieckiego w biurze konstrukcyjnym im. Suchoja, a zbudowany na początku lat 90. na bazie płatowca szkolno-bojowego samolotu Su-27UB. Jego późniejsze wersje rozwojowe to już samoloty wielozadaniowe, używane przez lotnictwo Indii, Chin, Wietnamu, Indonezji, Wenezueli, Malezji, Algierii, Kazachstanu oraz Ugandy. Upadek ZSRR i brak funduszy na nowe samoloty wymusił na Rosjanach skupienie się na wersji eksportowej MK (modernizirowannyj kommierczeskij - zmodernizowany komercyjny). Inaczej niż w przeszłości, gdy standardy maszyn przeznaczonych na eksport były uboższe niż dla odbiorcy rodzimego lub sojuszników z Układu Warszawskiego, wszystkie myśliwce wyposaża się w systemy, jakich zażyczy sobie odbiorca. 
Pierwsze Su-30 powstały jako samoloty przechwytujące, które dzięki specjalnemu wyposażeniu radioliniowemu mogły naprowadzać na cel do czterech innych samolotów przechwytujących. Z tego powodu projekt w biurze konstrukcyjnym im. Pawła Suchoja oznaczono T10-4PU (od "punkt uprawlenija" czyli "punkt dowodzenia"), a zbudowane samoloty Su-27PU. Samolot miał wejść na uzbrojenie radzieckich wojsk obrony powietrznej na dalekiej północy, aby chronić rozległe obszary współpracując z ciężkimi myśliwcami przechwytującymi MiG-31. Samoloty miały być zdolne do długiego patrolowania, dlatego wyposażono je w sondy do uzupełniania paliwa w powietrzu. Po kilku prototypach, pierwszy samolot seryjny zbudowano w 1992 roku, pierwszy lot wykonał on w grudniu 1992 roku, nazwany był Su-27PU. Zbudowano tylko osiem egzemplarzy tej wersji, nawet nie wszystkie trafiły do sił powietrznych – dwa pierwsze przekazano do jednostki badawczo-pokazowej w podmoskiewskiej miejscowości Żukowskij, gdzie używane były przez zespół akrobacyjny "Piloci Doświadczalni" kierowany przez Anatolija Kwoczura (numery 596 i 597, pozbawione wyposażenia wojskowego; w latach późniejszych używane były jako latające stanowiska badawcze). 
Na uzbrojenie trafiło sześć samolotów (numery 51, 52, 53, 54, 55 i 56) wyprodukowanych w latach 1992-1993 – otrzymały one oficjalnie nazwę Su-30. Znalazły się na wyposażeniu 54 Gwardyjskiego Pułku Lotnictwa Myśliwskiego w Sawaslejce. Samolot o numerze 56 już w 1993 roku został przebudowany na demonstrator wersji eksportowej. Pozostałe służyły w Sawaslejce do około 2005 roku, kiedy to (prawdopodobnie) przebazowano je do głównego rosyjskiego centrum szkoleniowego w Lipiecku. 
W 1993 roku samolot Su-30 zmodernizowano oraz zaoferowano na eksport. Powstały wtedy demonstratory wersji zmodernizowanej dla lotnictwa rosyjskiego (Su-30M, nr 321) oraz eksportowej (Su-30MK, wspomniany nr 56). Kolejny prototyp wersji eksportowej zbudowano wykorzystując jeden Su-27PU z grupy Kwoczura (nr 596, w nowym malowaniu i z nowym numerem 603). 
Również w 1993 roku powstały dwie odrębne linie rozwojowe samolotu Su-30 – jedna jest realizowana przez zakłady w Komsomolsku nad Amurem i odznacza się znacznie prostszym wyposażeniem oraz prawie niezmienionym płatowcem, druga przez zakład w Irkucku, cechuje ją znacznie bardziej wyrafinowane wyposażenie, zaawansowany aerodynamicznie płatowiec oraz silniki ze sterowanym kierunkiem ciągu. Oczywiście cena samolotów z Irkucka jest znacznie wyższa, dlatego preferują ją bardziej zasobni klienci. Samoloty z Komsomolska mają oznaczenie Su-30MKK (późniejsze warianty MK2 oraz MK3, czasami oznaczane Su-30MKK2 i Su-30MKK3), a z Irkucka Su-30MKI (oraz Su-30MKM i Su-30MKA).

### Su-30MKI

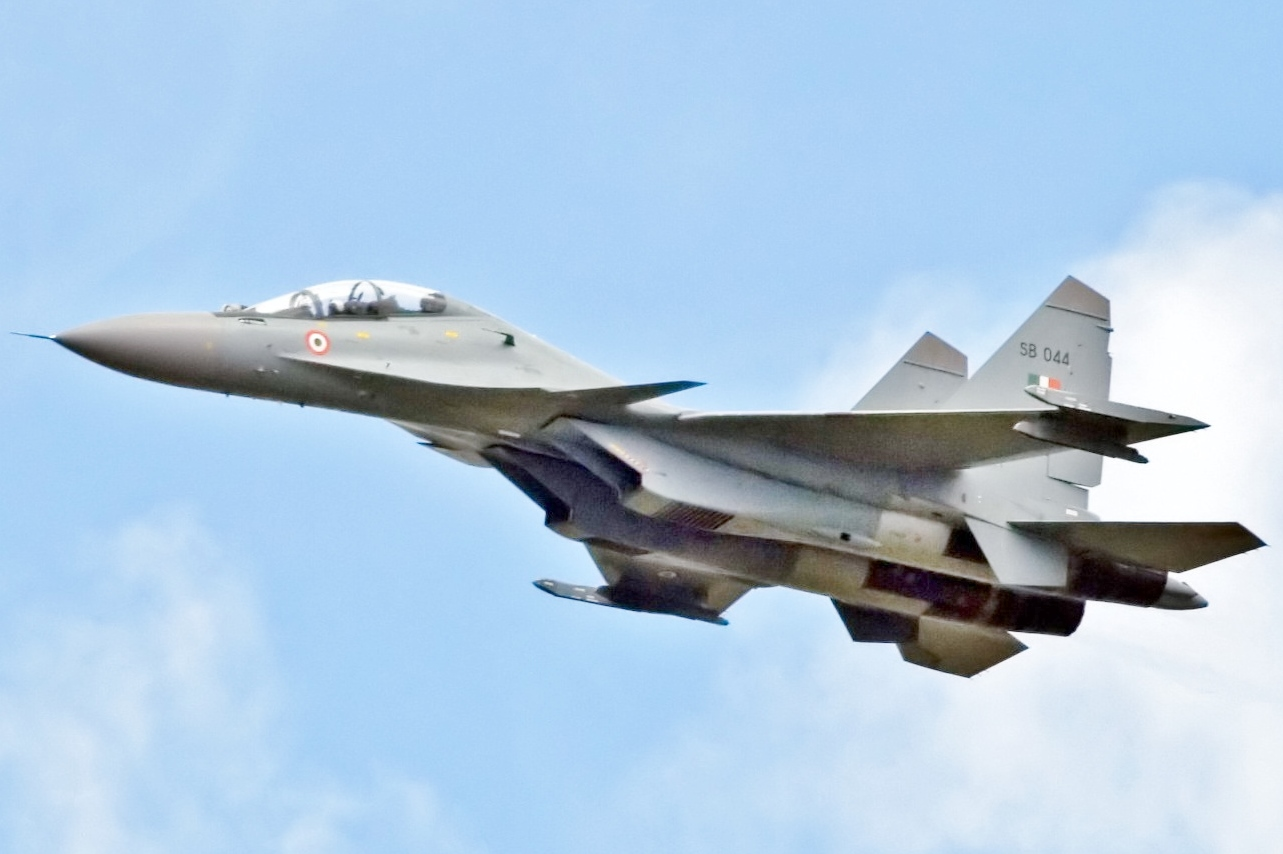
Indyjski Su-30MKI

Pierwszym zagranicznym odbiorcą Su-30 stało się lotnictwo Indii, które w latach 1997-1999 otrzymało 18 samolotów Su-30MKI, zbudowanych w Irkucku na podstawie bazowego rosyjskiego Su-30. Pierwszych osiem sztuk różniły się od Su-27UB tylko składaną sondą do tankowania w locie, następne 10 wyposażono w dodatkowe importowane systemy. W Rosji samoloty te są oznaczane jako Su-30K, a w Indiach Su-30MKI-I (numery od SB001 do SB018). Obecnie są przestarzałe i od 2007 roku nie są już używane przez lotnictwo indyjskie. Zastąpiła je wersje rozwojowa Su-30MKI. 
Kiedy w 1996 roku podpisano rosyjsko-indyjską umowę na dostawę Su-30MKI, samolot taki w ogóle nie istniał - miał dopiero zostać zbudowany za indyjskie pieniądze. Dlatego też wspomniane pierwsze samoloty Su-30MKI-I są de facto zwykłymi Su-30 o dość ograniczonych możliwościach atakowania celów naziemnych (umowa przewidywała, że w latach późniejszych zostaną zmodernizowane do pełnego standardu Su-30MKI). 
Pierwszy prototyp "prawdziwego" samolotu indyjskiego zbudowano w latach 1996-1997, wykorzystując do tego ósmy seryjny Su-30 o numerze 56 (po przemalowaniu samolot otrzymał numer 01). Płatowiec przeszedł poważne przeobrażenie, przede wszystkim otrzymał przednie usterzenie stabilizujące. Pierwszy lot wykonał na nim Wiaczesław Awierjanow w lipcu 1997 roku (to on też rozbił go w spektakularny sposób w 1999 roku podczas paryskiego salonu lotniczego). Drugi prototyp Su-30MKI (numer 06) oblatano w marcu 1998 roku. 
Produkcja Su-30MKI (wyposażonych w silniki AL-31FP o sterowanym kierunku ciągu) rozpoczęła się w Irkucku w 2000 roku. Pierwsze trzy samoloty – z tzw. serii przedprodukcyjnej – używane były przez biuro konstrukcyjne jako prototypy (numery 05, 04 i 02). Trzydzieści dwa seryjne Su-30MKI dostarczono do Indii w latach 2002-2004, gdzie znalazły się na uzbrojeniu dwóch dywizjonów. W 2004 roku rozpoczęła się produkcja licencyjna w zakładach Hindustan Aircraft Limited w Oshar koło Nasik, która będzie trwać do około 2010 roku i, zgodnie z umową, zakończy się po wyprodukowaniu 140 samolotów. W 2008 roku samoloty Su-30MKI znajdowały się na wyposażeniu trzech dywizjonów: 24. "Hawks", 20. "Lightnings" oraz 30. "Rhinos". Do 2018 roku Indie planują posiadać 270 Su-30MKI, w tym 40 przystosowanych do przenoszenia pocisków manewrujących BrahMos, dwa samoloty utracone w wypadkach w 2009, zostaną zastąpione przez nowe maszyny. Wersje MKI odróżnia od pozostałych Su-30 budowa w układzie kaczki, z podobnie jak u Su-33 dodatkowymi sterami wysokości, silnikami ze zmiennym wektorem ciągu, zasobnikiem celowniczym Litening, awioniką produkcji izraelskiej oraz możliwością przenoszenia francuskiego lub rodzimego uzbrojenia.
Kolejnymi odbiorcami zagranicznymi samolotów Su-30 stały się siły powietrzne Malezji (Tendera Udara Diraja Malaysia) i Algierii (Al Quwwat al Jawwija al Jaza'iriyyah). 
Pierwszy z tych krajów zamówił w 2006 roku 18 samolotów Su-30MKM, dostawy rozpoczęły się w lipcu 2007 i zakończyły się w 2009 roku. Samoloty malezyjskie są wariantami Su-30MKI z wyposażeniem francuskim, indyjskim oraz izraelskim. 
Algieria zamówiła 28 samolotów Su-30 w lutym 2006 roku. Ponieważ wystąpiły poważne problemy z realizacją zamówionych równocześnie samolotów MiG-29SMT i MiG-29UBT (ostatecznie samoloty zwrócono do Rosji), dostawy Su-30MKA rozpoczęły się dopiero w grudniu 2007 roku, i zakończyły pod koniec 2009 roku. Samoloty algierskie także są wariantami Su-30MKI, lecz nie mają wyposażenia izraelskiego – zastąpionego rosyjskim i francuskim. W kwietniu 2010 roku Algieria podpisała umowę z Rosoboronoexportem na dostawę kolejnych 16 samolotów.

### Su-30MKK

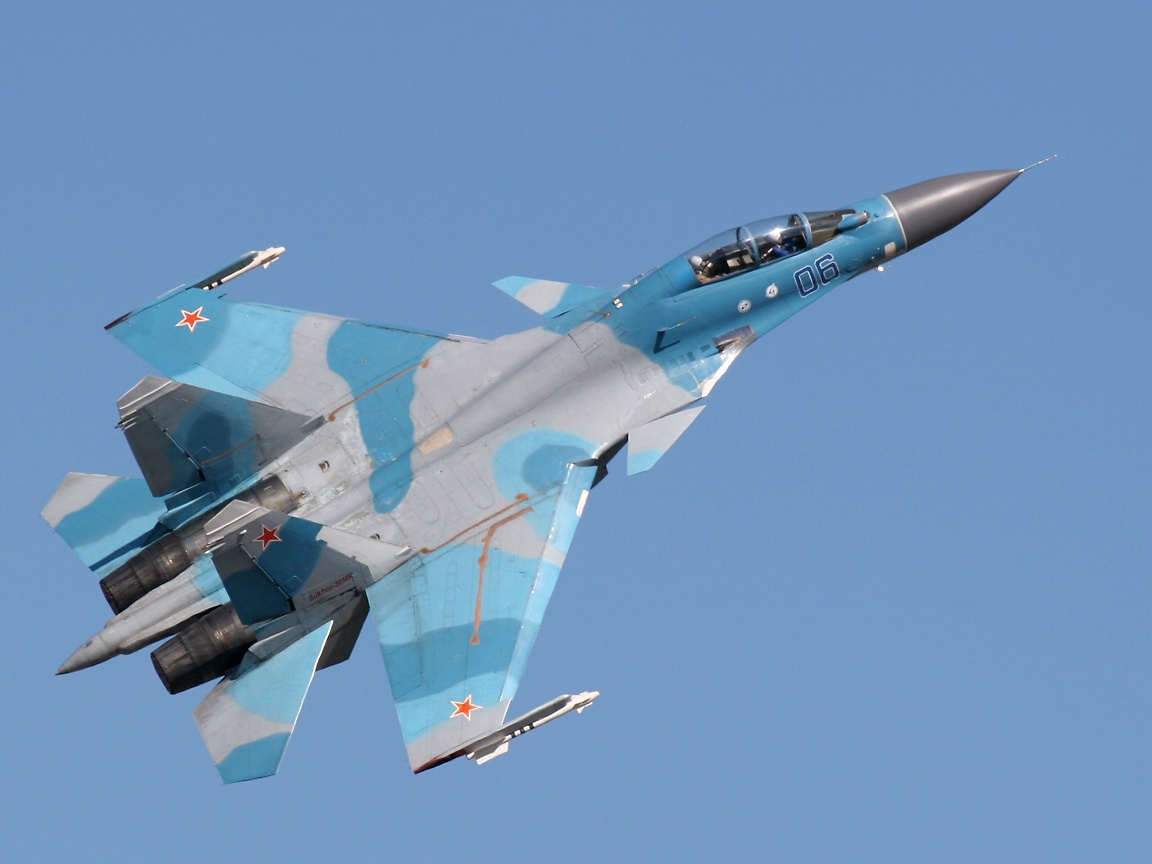
Su-30MKK w locie

Kolejnym nabywcą samolotów Su-30 (w "uboższym" wariancie MKK z Komsomolska) stało się lotnictwo Chińskiej Republiki Ludowej (Zhongguo Jiefangjun Kongjin), które już od połowy lat 90. używało licznie samolotów Su-27SK i Su-27UBK oraz budowanych w Chinach na licencji samolotów J-11. W latach 1999–2000 przygotowano cztery prototypy Su-30MKK (numery 501, 502, 503 i 504). W latach 2000–2002 na uzbrojeniu znalazło się aż 76 samolotów Su-30MKK oraz w 2004 roku 24 egzemplarze wersji rozwojowej Su-30MK2 (właściwie Su-30MKK2) (te ostatnie używane są przez lotnictwo marynarki wojennej, gdyż uzbrojone są w rakiety przeciwokrętowe Ch-29A). Proponowany Chinom w 2006 roku kolejny wariant rozwojowy Su-30MK3 (Su-30MKK3) nie został ostatecznie zakupiony. 
Drugim odbiorcą Su-30 (w odmianie Su-30MKK) została Indonezja, nabywając w 2003 roku dwa samoloty Su-27SK oraz dwa Su-30MKK, które znalazły się na uzbrojeniu lotnictwa myśliwskiego (Tentara Nasional Indonesia - Angkatan Udara). W sierpniu 2007 roku podpisano umowę na dostawy następnych samolotów: trzech Su-30MK2 (Su-30MKK2) oraz trzech Su-27SK (w zmodernizowanej wersji Su-27SKM). Realizacja umowy rozpoczęła się w grudniu 2008 roku – z zakładów w Komsomolsku nad Amurem dostarczono dwa samoloty Su-30MK2, trzeci w styczniu 2009 roku.
Trzecim użytkownikiem Su-30MKK w odmianie Su-30MK2 (Su-30MKK2) stało się w 2004 roku lotnictwo Socjalistycznej Republiki Wietnamu (Phông Không – Không quân Nhân dân Việt Nam), które już od 1995 roku używało 13 samolotów Su-27SK i Su-27UBK. Nabyto zaledwie cztery Su-30MK2, które tylko nieznacznie różnią się od chińskiego wariantu podstawowego. 
Czwartym użytkownikiem samolotu Su-30MKK w odmianie Su-30MK2 (Su-30MKK2) została pod koniec 2006 roku Boliwariańska Republika Wenezueli, dla której lotnictwa (Aviación Militar Nacional Bolivariana Venezolana) zamówiono 24 samoloty, jako reakcję na odmowę przez Stany Zjednoczone Ameryki Północnej dostaw części zamiennych do wenezuelskich F-16. Dostawy zakończyły się latem 2008 roku. Od października 2013 roku rozpoczęło się systematyczne dostarczanie zakupionych w Federacji Rosyjskiej samolotów Su-30MK2. Wartość kontraktu oscylowała w kwocie 600 mln USD. 13 lutego przekazano ostatnie 2 sztuki samolotów z zamówionych 12. Wietnamskie Siły Powietrzne posiadają obecnie 36 samolotów tego typu.
11 października 2016 zakończono produkcję Su-30 (odmian MKK i MK2) w KNAAZ w Komsomolsku nad Amurem. Od 1999 zakłady wyprodukowały ok. 207 samolotów tego typu, głównie dla Chin, Wietnamu i Wenezueli.

### Su-30M2 oraz Su-30M3
W kilku egzemplarzach prototypowych wyprodukowano także samoloty Su-30M2 (1999) oraz Su-30M3 (2000). Jak wskazują ich oznaczenia, są to warianty rozwojowe Su-30M: pierwszy stał się znany jako Su-30KN (prototyp nr 302 oraz przedseryjny nr 07) i stanowi propozycję modernizacyjną Su-30, a drugi to samolot wyprodukowany wspólnie przez zakłady w Komsomolsku i Irkucku, znany jako Su-35UB (nr 801). Oba programy nie są obecnie rozwijane, choć w 2001 roku kilka rosyjskich samolotów Su-27UB i Su-30 zmodernizowano do standardu Su-30KN.

## Użytkownicy
Algieria (58 Su-30MKA)

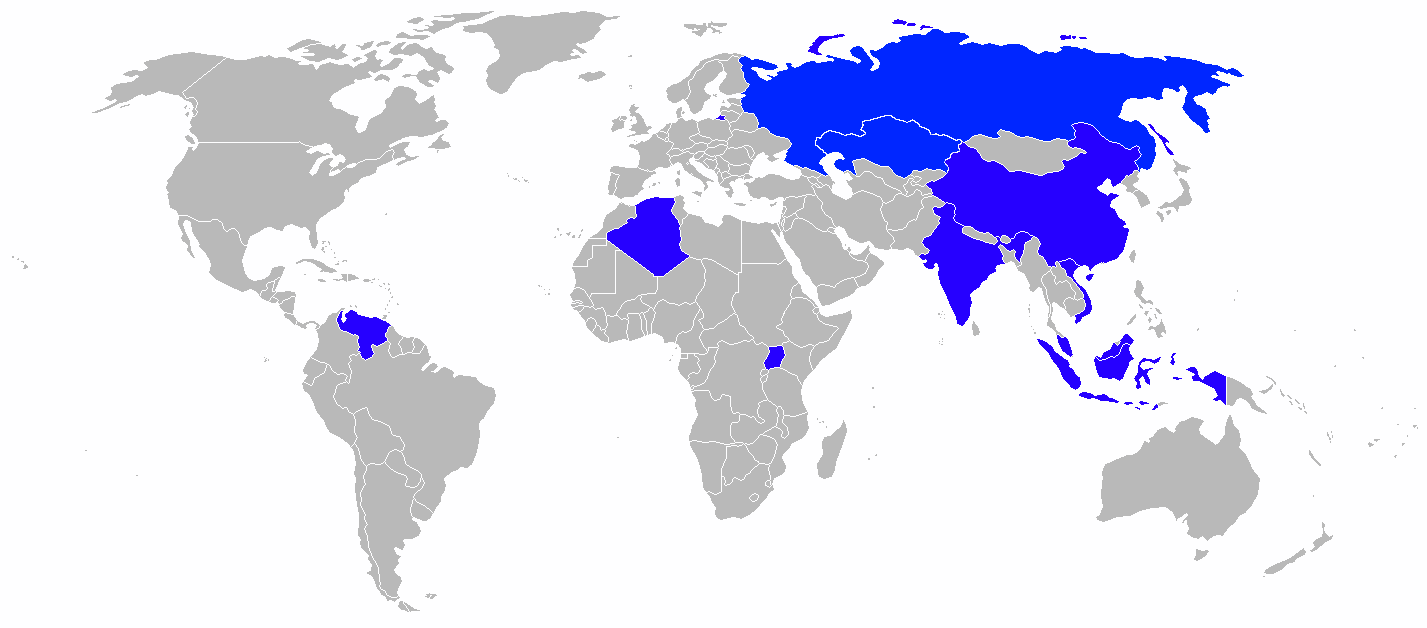
Użytkownicy Su-30 w 2010

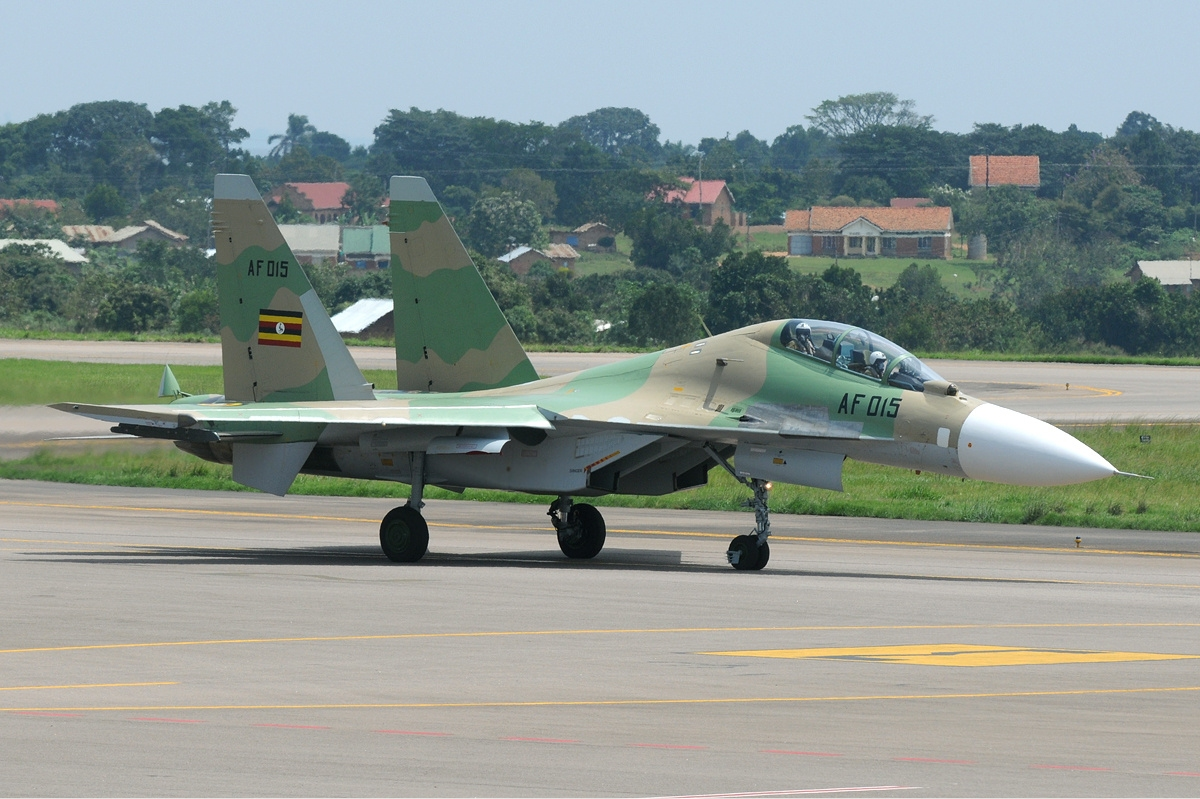
Su-30MK2 Ugandy

- Al-Kuwwat al-Dżawwija al-Dżazairija w latach 2008-2009 otrzymały 28 myśliwców w dedykowanej wersji z francuską awioniką, a po rezygnacji z 36 MiG-29SMT zamówiono kolejne 16 samolotów z Irkucka. Samoloty stacjonują w nowej bazie w Al-Ajn al-Bajda. W kwietniu 2015 zamówiono dalsze 14 sztuk[2].

 Angola (Su-30K)
- W październiku 2013 zamówiono 12 ex-indyjskich Su-30K[3]. W październiku 2018 dostarczono cztery sztuki w wersji Su-30KN[4].

 Białoruś (4 Su-30SM)
- W lutym 2016 Białoruś porozumiała się z Rosją ws. zakupu eskadry Su-30SM dla zastąpienia posiadanych MiG-29[5]. Do 2012 roku kraj posiadał też samoloty Su-27.

 Chiny (100 Su-30MKK/MKK2)
- Chińska Armia Ludowo-Wyzwoleńcza - Siły Powietrzne między 2000 i 2003 odebrały 76 samolotów w wersji MKK (Flanker-G), które są wykorzystywane jako wielozadaniowe myśliwce szturmowe.
- Na rzecz Marynarki Wojennej Chin w 2004 roku odebrały 24 zmodernizowane MKK2, wyposażone w bardziej zaawansowany radar i przystosowane do przenoszenia pocisków przeciwokrętowych Ch-31A. 16 marca 2004 rozbił się jeden Su-30MKK2.

 Indie (265 Su-30MKI)
- Indian Air Force zamówiły w sumie 272 Su-30MKI (Flanker-H) warte około 10 miliardów dolarów, 182 mają być zmontowane w zakładach Hindustan Aeronautics Limited (HAL)[6]. W 1996 podpisano kontrakt na 40 (zwiększony do 50) samolotów w tym 18 bazowych Su-30K i 32 w wersji MKI. W latach 1997–2006 wykorzystywano 18 Su-30K, które zamiast zmodernizować do standardu MKI zwrócono producentowi, w ich miejsce w 2007 odbierając 18 Su-30MKI. Od 2002 dostarczono pierwsze maszyny w wersji MKI. W 2000 zamówiono 140 Su-30MKI, które weszły do służby w 2004, w 2007 zakupiono kolejne 40. W 2012 podpisano finalny kontrakt na dostawę 42 maszyn w standardzie nazwanym 'Super-30', przystosowanym m.in. do przenoszenia broni nuklearnej, 40 już istniejących Su-30MKI zostanie przystosowanych także do przenoszenia na centralnym podwieszeniu pocisku manewrującego BrahMos. Produkcja indyjskich Su-30 ma zakończyć się w 2018 roku. Siedem maszyn utracono w wypadkach w 2009, 2011, 2013, 2014, 2015 i 2017 roku.

 Indonezja (2 Su-30MKK, 15 Su-30MK2)
- Tentara Nasional Indonesia-Angkatan Udara odebrały 5 Su-30 w dwóch transzach, pierwsza w 2003 zawierała po 2 Su-30MKK i Su-27SK, druga z 2009 po 3 Su-30MK2 i Su-27SKM. 29 grudnia 2011 podpisano kontrakt wart 470 mln USD na kolejne 6 Su-30MK2, pierwsze 2 z 6 samolotów dostarczono 23 lutego 2013.[7] Ostatnia umowa utknęła w połowie 2012 z powodów budżetowych, co zmusiło stronę rosyjską do zapewnienia kredytu dla sfinansowania zakupu samolotów znajdujących się w produkcji, ostatecznie w lutym 2013 strony porozumiały się co do zakupu sześciu ostatnich MK2.[8]

 Malezja (18 Su-30MKM)
- Tentera Udara DiRaja Malaysia posiadają Su-30MKM od 18 czerwca 2007, ostatnie z 18 samolotów dostarczono pod koniec 2009. Umowa z 5 sierpnia 2003 kosztowała około 975 milionów dolarów, w ramach kontraktu Rosjanie zobowiązali się także do wysłania w kosmos pierwszego malezyjskiego astronautę, który w 2007 roku poleciał na ISS statkiem Sojuz TMA-11.

 Rosja (3 Su-30, 20 Su-30M2, 116 Su-30SM)
- Wojenno-Wozdusznyje Siły Rossii wykorzystują kilka wczesnych egzemplarzy samolotu. 5 sierpnia 2009 podpisano pierwszy od lat kontrakt na seryjne samoloty dla WWS, który zawierał 12 Su-27SM3, 4 Su-30M2 i 48 Su-35S. W 2012 podpisano dwie umowy na łącznie 60 nowych Su-30SM (pierwsze dla Rosjan w układzie kaczki), dostawy rozpoczęto w 2012.[9] W 2012 zamówiono także 16 Su-30M2, a w 2015 kolejne osiem Su-30SM[10]. W kwietniu 2016 zawarto kontrakt na 36 Su-30SM, w tym 20 dla WWS[11].
- Wojenno-Morskoj Fłot Rossii – lotnictwo marynarki w 2014 roku odebrało pierwsze Su-30SM z 12 zamówionych sztuk[12]. W 2016 zamówiono 16 sztuk. W grudniu 2016 na stanie było 15 Su-30SM[13].

 Kazachstan (6 Su-30SM)
- W 2014 zamówiono cztery sztuki, dostarczono je w 2015 roku[14]. W grudniu 2016 dostarczono dalsze dwa[15].

 Uganda (6 Su-30MK2)
- Ugandyjskie Ludowe Obronne Siły Powietrzne zakupiły w 2010 sześć Su-30MK2 za 730 mln USD. Dostawy zrealizowano w 2011 i 2012 roku.

 Wenezuela (24 Su-30MK2)
- Aviación Militar Nacional Bolivariana Venezolana wykorzystują 24 Su-30MK2 (znane też jako MKV) dostarczone w latach 2006-2008.

 Wietnam (36 Su-30MK2)
- Wietnamskie Ludowe Siły Powietrzne w listopadzie 2004 otrzymały 4 Su-30MK2. W 2009 podpisano umowę na 8 samolotów za 400 mln USD, a w 2010 o dalsze 12 za około miliard dolarów. W czerwcu 2011 dostarczono cztery egzemplarze, w grudniu 2011 dalsze cztery, a w maju 2012 trzy[16], jeden samolot rozbił się po oblocie w lutym 2012[17]. W czerwcu 1998 Wietnam otrzymał też dwa Su-27PU, dostarczono je w zastępstwie dwóch Su-27UBK, które stracono w katastrofie transportowego An-124[18]. W 2013 roku zamówiono 12 Su-30MK2B[potrzebny przypis]. 14 czerwca 2016 do morza wpadł wietnamski Su-30MK2[19].

## Straty bojowe
2 maja 2025 roku, ukraińska nawodna łódź bezzałogowa (USV) typu Magura V5, za pomocą swojego rakietowego pocisku przeciwlotniczego zestrzeliła nad Morzem Czarnym rosyjski Su-30SM, tworząc w ten sposób pierwszy w historii przypadek zestrzelenia samolotu myśliwskiego przez bezzałogowego pływającego drona. Kilka dni później, miał miejsce drugi potwierdzony przypadek, gdy większy dron Magura V7, za pomocą AIM-9 Sidewinder zestrzelił w ten sam sposób kolejny Su-30.